# Грищенко Тетяна Георгіївна
Тетяна Георгіївна Грищенко (нар. 23 жовтня 1938, Москва) — український фізик, що працює в галузі теплофізичного приладобудування, доктор технічних наук, лауреатка Державної премії України в галузі науки і техніки.

## Життєпис
Випускниця Московського педагогічного інституту 1961 року. Після закінчення вишу з 1962 року почала працювати в Інституті технічної теплофізики НАН України. 1988—1998 роках працювала в Інституті проблем енергозбереження НАНУ (нині Інститут загальної енергетики НАН України) на посаді завідувачки відділу теплометрії. У 1998 році повернулася до Інституту технічної теплофізики НАНУ, де обіймала посаду завідувачки відділу теплометрії цього інституту, з 2002 — провідний науковий співробітник.

## Наукова діяльність
Галузі наукових інтересів: теорія, питання технології та метрологічного забезпечення первинних термоелектричних перетворювачів теплового потоку. Їй належить авторство методу теплометричних мостів, устаткування для дослідження теплофізичних характеристик та теплових ефектів, а також методів метрологічного забезпечення теплофізичного приладобудування.

## Основні праці
- Теплометрические мосты. К., 1989
- Приборы для теплофизических измерений: Каталог. К., 1991 (у співавторстві)
- Теплопроводность. К., 1995 (у співавторстві)
- Бомбовые калориметры для определения теплоты сгорания топлива // ИФЖ. 1997. Т. 70 (у співавторстві)
- Теплофізичні вимірювання для діагностики зруйнованого реактора ЧАЕС // Вимірювальна техніка та метрологія. 2003. № 63 (у співавторстві)

## Нагороди

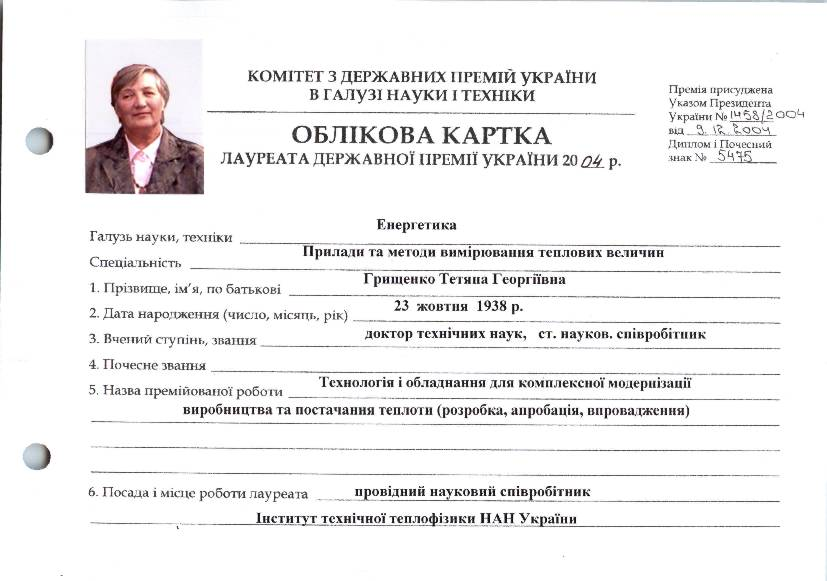
Облікова картка Лауреата Державної премії України Грищенко Тетяни Георгіївни

- Державна премія УРСР в галузі науки і техніки (2004) — за технологію і обладнання для комплексної модернізації виробництва та постачання теплоти (розробка, апробація, впровадження) (спільно з Долінським Анатолієм Андрійовичем, Декушею Леонідом Васильовичем, Сігалом Олександром Ісаковичем, Булавкою Анатолієм Васильовичем, Воробйовим Леонідом Йосиповичем, Сердюком Сергієм Дмитровичем, Вайлєм Ігорем Валентиновичем, Лавренцовим Євгеном Михайловичем і Назаренком Олегом Олексійовичем)[1].